# 6621-es mellékút (Magyarország)
A 6621-es számú mellékút egy bő tizenöt kilométer hosszú, négy számjegyű mellékút Somogy vármegyében. A Kaposvár vonzáskörzetének délkeleti részében fekvő települések számára biztosít közúti kapcsolatokat, a 66-os és 67-es főutak összekötésével.

## Nyomvonala
A 66-os főútból ágazik ki, annak majdnem pontosan az 50. kilométerénél, Sántos külterületén, a település központjától délre. Dél felé indul, alig 300 méter után eléri Sántos, Cserénfa és Szentbalázs határát. Bő fél kilométeren át e két utóbbi község határvonalát kíséri, utána ér teljesen cserénfai területre. 1,5 kilométer után éri el a falut, ahol Fő utca a neve, 2,5 kilométer után pedig kilép a házak közül. 4,4 kilométer után már Kaposgyarmat határába érkezik, majd 5,4 kilométer után, a község északkeleti széle mellett az addig követett déli irányából kelet felé kanyarodik, és ugyanott kiágazik belőle délnyugat felé a 66 157-es út, a faluba.
6,8 kilométer után lép a következő község, Hajmás területére, a község nyugati szélét 7,3 kilométer után éri el, ott kiágazik belőle északkelet felé a 66 158-as út a belterület északi részére. Fő utca néven folytatódik dél felé, majd 8,1 kilométer után elhagyja a belterületet. 9,6 kilométer után délnyugat felé fordul és átlép Gálosfa területére. Ezt a falut is csak súrolja, mindössze a déli szélét érinti, 10,9 kilométer után; ott ágazik ki északnyugat felé a 66 159-es út, a faluközpontig. Innen egy kicsit még a belterület déli részén húzódik, Dózsa György utca néven, de mintegy 300 méter után teljesen kilép a községből. 13,1 kilométer után éri el Bőszénfa határát, ott már nyugat felé halad, külterületek közt. 14,8 kilométer után lép csak házak közé, települési neve nincs is. A 67-es főútba torkollva ér véget, annak 22+650-es kilométerszelvényénél.
Teljes hossza, az országos közutak térképes nyilvántartását szolgáló kira.gov.hu adatbázisa szerint 15,061 kilométer.

## Települések az út mentén
- (Sántos)
- (Szentbalázs)
- Cserénfa
- Kaposgyarmat
- Hajmás
- Gálosfa
- Bőszénfa